# Hydrostachys
Hydrostachys је род са око 22 врсте водених биљака са Мадагаскара и јужне и централне Африке. То је једини род породице Hydrostachyaceae. Све врсте су субмерзне, а расту на камењу брзотекућих вода. Одликује их гомољаст корен, дебело, кртоласто стабло, дуги, перасти листови и веома редуковано цвеће у виду збијених бодљи.
Филогенетско место Hydrostachys је посебно проблематично. С обзиром на морфологију акватичних биљака, увек су груписана са другим воденим биљкама, као што је породица Podostemaceae. Међутим, друге карактеристике, попут развића, не подржавају ово гледиште, а и молекуларна истраживања указују да је род Hydrostachys сроднији таксонима реда Cornales. Али и припадност овом реду није сигурна; а могућа је припадност породици Hydrangeaceae.

## Врсте
(Ова листа је можда некомплетна.)
| - -{H. decaryi - H. distichophylla - H. fimbriata - H. imbricata - H. laciniata - H. longifida - H. maxima}- | - -{H. monoica - H. multifida - H. perrieri - H. plumosa - H. stolonifera - H. trifaria - H. verruculosa}- |